# Oedipina elongata
Oedipina elongata är en groddjursart som först beskrevs av Schmidt 1936.  Oedipina elongata ingår i släktet Oedipina och familjen lunglösa salamandrar. IUCN kategoriserar arten globalt som livskraftig. Inga underarter finns listade i Catalogue of Life.